# Tempio di Poseidone (Samikon)
Il Tempio di Poseidone a Samikon è un antico santuario situato lungo la costa occidentale del Peloponneso, in Grecia, dedicato a Poseidone, il dio del mare. Il sito, che ha fatto oggetto di scavi e ricerche approfondite, è stato identificato come un importante centro religioso dell'antica Confederazione Trifiliana e menzionato da Strabone nel suo "Geografia" (libro VIII). Recenti scoperte archeologiche hanno rivelato dettagli cruciali sulla struttura e sull'importanza del tempio, che risale probabilmente al VI secolo a.C..
Dal 2022, gli scavi e le ricerche sul tempio sono parte di un programma quinquennale gestito dall'Istituto Archeologico Austriaco e dall'Eforato delle Antichità dell'Elide, con il supporto finanziario della Fondazione Gerda Henkel. 

## Storia
Le ricerche sul tempio di Poseidone a Samikon sono iniziate alla fine del XIX secolo, ma è stato solo nel 2021 che gli archeologi hanno ottenuto un'importante svolta. Un team di ricercatori greci e austriaci, in collaborazione con geofisici dell'Università di Kiel e geoarcheologi dell'Università di Magonza, ha scoperto la planimetria di un grande tempio sotto la fortezza di Samikon, nella zona identificata da Strabone come sede del santuario. Dopo il rinvenimento iniziale, gli scavi sono proseguiti e hanno portato alla luce il tempio, che si è rivelato essere una struttura con dimensioni notevoli: 28 metri di lunghezza e oltre 9 metri di larghezza. Il tempio è stato descritto come un edificio a doppia cella, risalente al periodo arcaico, con due grandi stanze separate da pilastri centrali e un vestibolo con due colonne.
Durante gli scavi, sono stati rinvenuti numerosi reperti di grande rilevanza:
- Perirrhanterion: È stato scoperto un frammento di una grande vasca di marmo (perirrhanterion), utilizzata per abluzioni rituali. Questo contenitore, del diametro di circa un metro, è stato riparato con morsetti di ferro ed è quasi completamente ricostruibile grazie a un frammento rinvenuto nel 2022.[1]
- Targa di bronzo: Una targa di bronzo, in origine attaccata a uno dei muri di mattoni del tempio, è stata recuperata in un blocco. Sebbene la targa sia in condizioni fragili, le immagini radiografiche mostrano tracce di un'iscrizione, che potrà essere completamente letta dopo un intervento di conservazione. Questo reperto potrebbe fornire ulteriori informazioni sulla storia e sull'uso del santuario.[1]
- Muri di protezione: Durante la bonifica della vegetazione circostante il tempio, è stato documentato il percorso di un grande muro a doppia parete, probabilmente una fortificazione che delimitava il recinto sacro del tempio. Questo muro era stato già menzionato da Wilhelm Dörpfeld all'inizio del XX secolo e potrebbe servire come protezione dalle lagune circostanti.[1]

## Struttura del Tempio
Secondo le attuali indagini, il tempio potrebbe risalire al VI secolo a.C.. La struttura, che si presenta come un tempio doppio, è caratterizzata da una pianta divisa in due camere principali, ognuna con una serie di pilastri interni e un vestibolo con colonne. Il tetto del tempio sembra essere stato smantellato intorno al 300 a.C., con i materiali di copertura depositati all'interno dell'edificio.

## Importanza storica e culturale
Il tempio di Poseidone a Samikon svolse un ruolo centrale nella vita religiosa ed etnica della Confederazione Trifiliana, un'importante alleanza di città-stato dell'area occidentale del Peloponneso. Il santuario, come indicato da Strabone, era uno dei centri religiosi più significativi della regione e aveva una funzione di comunicazione tra le città della confederazione.